# Hans Bialas
Hans Bialas (* 20. Juni 1911 in Tworkau, Provinz Schlesien; † 21. Oktober 1964 in Berlin) war von 1958 bis 1962 Leiter der für den Strafvollzug verantwortlichen Abteilung XIV des Ministeriums für Staatssicherheit (MfS).

## Leben
Hans Bialas’ Vater war Maurer, seine Mutter Zigarrenarbeiterin. Die Familie sprach wasserpolnisch. Zwischen 1917 und 1925 besuchte Bialas die Volksschule und arbeitete anschließend von 1926 bis 1933 saisonweise als Drainagearbeiter in Gleiwitz. 1929 trat er der KPD bei. Im Jahr 1932 heiratete Bialas. Über Bialas Leben von 1933 bis Februar 1945 existieren nur eigene Angaben. Danach nahm ihn die SA von März 1933 bis März 1934 mit seinem Vater und seinen Brüdern für ein Jahr in „Schutzhaft“. Ein Jahr später nahm er wieder die Tätigkeit als selbstständiger Drainagearbeiter in Ratibor auf. Wegen der Verteilung von Flugblättern wurde Bialas 1937 erneut von der Gestapo verhaftet und im Juli 1938 ohne Gerichtsverfahren aus der Untersuchungshaft entlassen. Fortan arbeitete er als Brauereifahrer in Berlin, bis er 1943 zur Wehrmacht eingezogen wurde. Als Gefreiter im Landesschützenbataillon war er u. a. als Wachmann bei Arbeitskommandos ausländischer Kriegsgefangener eingesetzt. Im Februar 1945 geriet er in Zielenzig in sowjetische Kriegsgefangenschaft. Bialas war dort als Dolmetscher bei der Enttarnung deutscher Offiziere unter den Gefangenen tätig. Die Rote Armee bescheinigte ihm, dass er „durch eine Aufklärungsarbeit in der Russ. Polit. Abteilung mit Erfolg gearbeitet habe“.
Unmittelbar nach seiner Entlassung im November 1945 begab er sich von Frankfurt an der Oder nach Berlin in die Zentrale der KPD in der Wallstraße und trat erneut der KPD bei. Auf Empfehlung der Partei bewarb er sich mit seinem sowjetischen Führungszeugnis im Sowjet-Sektor bei der Polizei, die ihn am 10. Dezember 1945 als Kriminalassistent einstellte. Am 1. März 1950 verpflichtete Erich Mielke Bialas für das in Gründung befindliche MfS.
Bialas diente nun in der Untersuchungshaftanstalt des MfS in der Albrechtstraße als Zellenschließer. Dort starb der Häftling Willi Kreikemeyer nach dem 30. August 1950 eines gewaltsamen Todes. Obwohl Bialas keinen Berufsabschluss hatte und für „nicht leitende Stellungen“ vorgesehen war, „eine schwerfällige Aufnahmefähigkeit“ hatte und „nicht immer das Sachliche erkannte“, ernannte man ihn bei der Inbetriebnahme des zentralen Untersuchungsgefängnisses Berlin-Hohenschönhausen im Oktober 1951 zu dessen Leiter.
Neben gewissen Defiziten vermerkten seine Vorgesetzten, dass Bialas es versteht, „Sonderaufträge richtig durchzuführen“ und dass er „für die Durchführung besonderer Aufgaben“ sich „stets umsichtig und verlässlich“ zeigte. Als Mielke, der Kreikemeyer 1950 in seiner Gewalt gehabt hatte, im Jahr 1954 vorsichtshalber durch Alfred Scholz, den „Leiter des Untersuchungsorgans“, einen Bericht zum unerklärt gebliebenen Verschwinden Kreikemeyers anfertigen ließ, versicherte Bialas in der Rolle des Hauptzeugen, dass Kreikemeyer Selbstmord begangen habe. Das Protokoll datierte Scholz auf den 30. August 1950 zurück.
Bialas wurde im September 1957 zum stellvertretenden Leiter der Abteilung XIV (Untersuchungshaft/Strafvollzug) ernannt und kurz darauf zum Major befördert. Am 1. November 1958 wurde ihm die Leitung der Abteilung XIV übertragen. Anlässlich des zehnten Jahrestages der DDR wurde Bialas 1959 zum Oberstleutnant befördert. Im Jahr 1961 kehrte Bialas von einem Urlaub beim KGB in der Sowjetunion vorzeitig zurück, weil er auf einer Veranstaltung derart randaliert hatte, dass sie abgebrochen werden musste. Die Hauptabteilung Kader und Schulung erkannte, dass er „für die gegenwärtige Funktion […] politisch und charakterlich nicht genug gefestigt“ sei. Auch wurde seine unzureichende Ausbildung bemängelt. Dieser Beurteilung schloss sich Ende 1961 auch die SED-Kreisleitung an und bemängelte „persönliche Schwächen“ wie beispielsweise außereheliche Beziehungen und Alkoholmissbrauch. Infolgedessen wurde er im November 1962 seines Postens enthoben und frühzeitig in Rente geschickt. Als kommissarischer Nachfolger übernahm Siegfried Rataizick seinen Posten als Chef der Abteilung XIV. Ab 1963 arbeitete Bialas ehrenamtlich als Arbeitsschutzinspektor im Sportforum Hohenschönhausen. Der schwer alkoholkranke Bialas verstarb am 21. Oktober 1964 in Berlin und wurde auf dem Zentralfriedhof Friedrichsfelde beigesetzt.